# Oxylymma
Oxylymma is een kevergeslacht uit de familie van de boktorren (Cerambycidae). De wetenschappelijke naam van het geslacht werd voor het eerst geldig gepubliceerd in 1859 door Pascoe.

## Soorten
Oxylymma omvat de volgende soorten:
- Oxylymma caeruleocincta Bates, 1885
- Oxylymma championi Bates, 1885
- Oxylymma durantoni Peñaherrera & Tavakilian, 2003
- Oxylymma faurei Peñaherrera & Tavakilian, 2003
- Oxylymma gibbicollis Bates, 1873
- Oxylymma lepida Pascoe, 1859
- Oxylymma pallida Santos-Silva, Bezark & Martins, 2012
- Oxylymma sudrei Peñaherrera & Tavakilian, 2003
- Oxylymma telephorina Bates, 1870
- Oxylymma tuberculicollis Fisher, 1947